# Vạn Ninh, Hải Nam
Vạn Ninh (tiếng Trung: 万宁市, bính âm: Wànníng Shì, Hán Việt: Vạn Ninh thị) là một thành phố cấp phó địa trực thuộc tỉnh Hải Nam, Cộng hòa Nhân dân Trung Hoa. Vạn Ninh nằm về phía đông nam của đảo Hải Nam, có diện tích 1884 km2 và dân số 550.000 người, mã số bưu chính: 571500, mã số khu 0898.